# Simone Beccadelli di Bologna

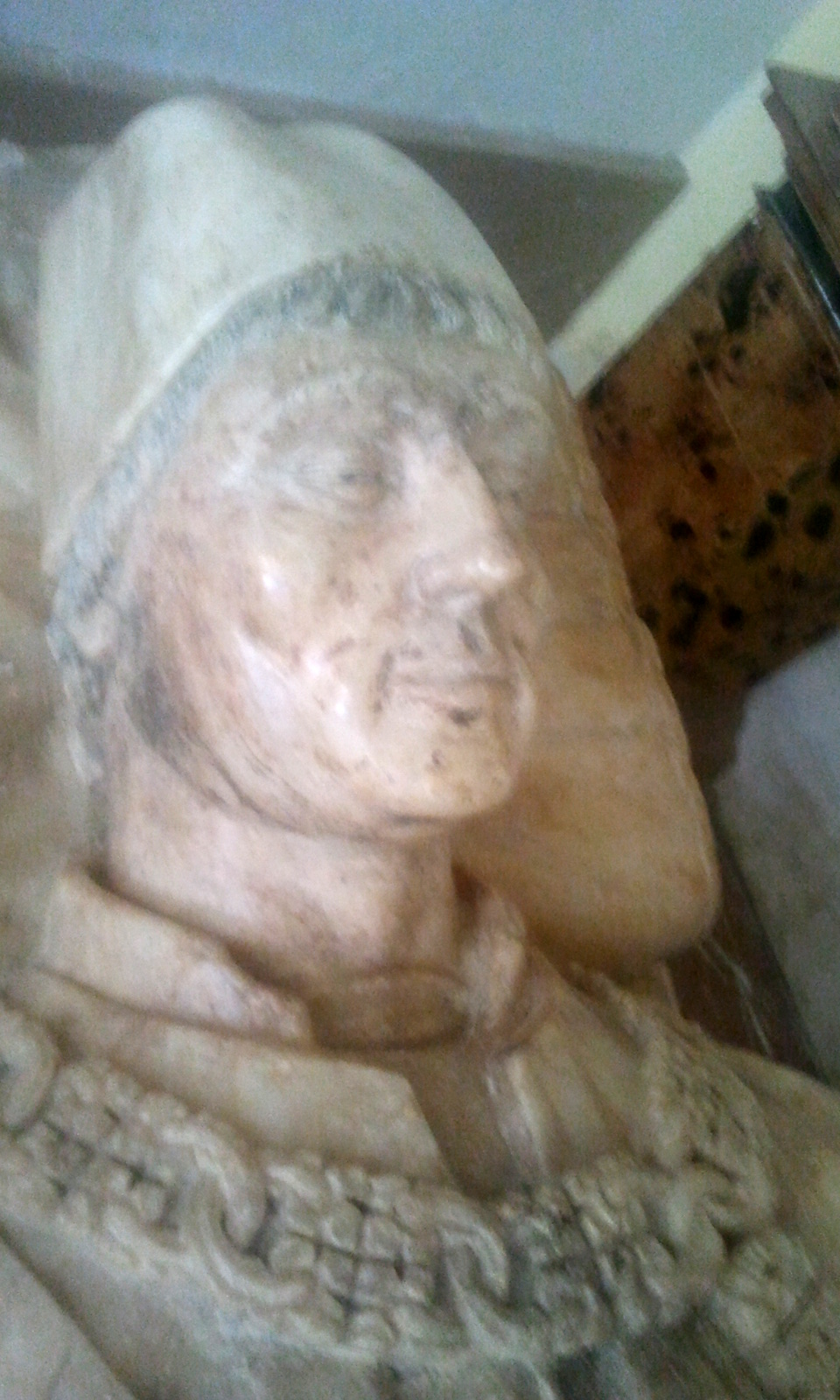
Onderkoning Ximénez, met wie Beccadelli goed samenwerkte

Simone Beccadelli di Bologna (Palermo, 30 september 1419 – aldaar, 8 januari 1465) was een Italiaans jurist en Rooms aartsbisschop van Palermo. Palermo was de hoofdstad van het koninkrijk Sicilië onder Aragonees bestuur. Beccadelli was primaat van Sicilië.
Hij verving tweemaal de onderkoning van Sicilië Lope III Ximénez de Urrea y de Bardaixi door president van Sicilië te worden. 
Zijn politiek beleid was erop gericht de Kroon van Aragon te verankeren in Sicilië. Dit leidde ertoe dat geen Siciliaanse edelman de koningskroon van Sicilië nog wou lostrekken van Aragon.

## Levensloop
De familie Beccadelli was in de 14e eeuw uit Bologna naar Sicilië geëmigreerd; het waren handelaars. Beccadelli studeerde burgerlijk recht aan de universiteit van Padua (circa 1438), tenminste als de studentennaam Simone de Bononia de Panormo met hem vereenzelvigd wordt. Hij werd geestelijke in de Roomse Kerk. Zijn carrière is het best bekend na de benoeming door paus Eugenius IV tot aartsbisschop van Palermo (1446). Koning Alfons V van Aragon zat achter deze benoeming. Alfons V koos met hem een vertrouweling die tot de nauwe kring van hofadviseurs behoorde binnen het onderkoninkrijk Sicilië. De jurist Beccadelli werd tevens voorzitter van de kerkelijke sectie in het parlement van Sicilië, een rechtsorgaan dat geacht werd in dienst te staan van de Kroon. Er bestonden tendenzen om met Sicilië een autonome koers te varen, los van de Kroon van Aragon.

### Politieke carrière
Nog in 1446 reisde Beccadelli samen met edelen naar Napels. Alfons V verbleef in Napels. Het gezelschap doneerde de koning 125.000 florijnen vanwege het parlement. Tezelfdertijd verkregen de Sicilianen dat de koning wetgevend werk goedkeurde. Deze capitoli bleven nog eeuwen lang behouden in de Siciliaanse wetgeving. Bovendien keurde de koning een edict goed dat de basis vormde voor gerechtelijke procedures in het koninkrijk Sicilië. Dit edict heette Ritus Magnae Regiae Curiae et totius Regni Siciliae Curarum.
In 1452 reisde Beccadelli nogmaals in parlementair gezelschap naar Alfons V. Ditmaal verbleef de koning in Torre del Greco nabij Napels. Ze doneerden 200.000 florijnen om in ruil goedkeuring van nog meer capitoli te verkrijgen.
Beccadelli kon uitstekend overweg met de onderkoning van Sicilië Lope III Ximénez de Urrea y de Bardaixi. Tweemaal verving hij Ximénez met de titel van president van Sicilië: in de periodes 1450-1450 en 1453-1455.
Met de dood van koning Alfons V in 1458, bijgenaamd Alfons de Grootmoedige, roerden edelen op Sicilië zich om zich af te scheuren van Aragon. Het parlement van Sicilië koos in de oorlog tussen vader Johan II van Aragon en diens enige zoon Karel de kant van Karel (1458). Het parlement besloot aan prins Karel het ambt toe te kennen van luitenant-generaal van Sicilië, tezamen met grootgrondbezit op het eiland (1459). Het parlement stuurde in 1460 een gezantschap naar Barcelona om koning Johan II diets te maken dat Sicilië zich zo goed als volledig afscheurde. Deze beslissing was bekend als de Verklaring van Castrogiovanni. Aartsbisschop Beccadelli was een van de deelnemers aan deze delicate parlementaire missie (1460). Aangekomen in Barcelona bleken Johan II en Karel zich verzoend te hebben. De delegatie borg de Verklaring van Castrogiovanni op en Beccadelli verzekerde koning Johan II van de loyauteit van geheel Sicilië aan de Kroon van Aragon. Terug in Sicilië verdedigde Beccadelli deze bocht van 180° tegenover de edelen. In 1464 beloonde koning Johan II de broer van Beccadelli, Federico, met de benoeming tot hoofdofficier van justitie van Palermo.
Met vicekoning Bernardo de Requesens kwam Beccadelli niet overeen. Beccadelli overhaalde koning Johan II om zijn vriend Ximénez terug te brengen om een tweede maal onderkoning te zijn. Dit gebeurde in 1465, het jaar waarin Beccadelli stierf.

### Kerkelijke carrière
Paus Nicolaas V gaf Beccadelli gelijk in het geschil tussen het aartsbisdom Palermo en het bisdom Girgenti over wie de metropoliet van de kerkprovincie mocht zijn. Het bleef Beccadelli in Palermo. Beccadelli vergrootte het vastgoed van het aartsbisdom met de domeinen Hieracelli en Xatabeni. Hij begon met de bouw van het aartsbisschoppelijk paleis van Palermo. Van alle kerkelijke tienden die in Sicilië geïnd werden, was Beccadelli de eindverantwoordelijke. De paus belastte hem met enkele inspecties als apostolisch commissaris. 
Koning Alfons V had meermaals aan Rome gevraagd de kardinaalshoed toe te kennen aan Beccadelli. Doch Rome ging hier nooit op in. 